# Pont de Ridaura
El Pont de Ridaura és una obra de Riudaura (Garrotxa) inclosa a l'Inventari del Patrimoni Arquitectònic de Catalunya.

## Descripció
És un pont d'un sol arc, tot de pedra i situat fora del curs del riu. En mig de la vegetació, molt difícil de fotografiar. Està situat sobre la riera de Ridaura, afluent per la dreta de la riera de Bianya, afluent per l'esquerra del Fluvià.
En el dibuix de C. Langlois hi podem veure un pont d'un sol arc.